# Якутський заколот
Якутський заколот або якутський похід — останній епізод громадянської війни в Росії. Військові дії тривали з вересня 1921 до червня 1923 року i були сконцентровані в Аяно-Майському районі Далекого Сходу Росії.

## Історія
У березні 1922 року в Чурапча було засноване Тимчасове якутське обласне народне управління . 23 березня « Якутська народна армія» Коробейникова зайняла місто Якутськ, знищивши, або взявши в полон червоноармійський гарнізон, захопивши шість кулеметів.
У квітні повсталі зв'язалися з Тимчасовим Приамурським урядом у Владивостоці з проханням про допомогу. 27 квітня Совєти оголосили про утворення Якутської АРСР і відправили експедицію для придушення повстання. Влітку 1922 року білі були вибиті з Якутська і відійшли до Тихоокеанського узбережжя. Вони зайняли портові міста Охотськ і Аян і запросили підкріплення з Владивостока.
30 серпня Тихоокеанська флотилія, укомплектована 750 добровольцями «Сибірської добровольчої дружини» під керівництвом генерала Анатолія Пепеляєва, відпливла з Владивостока, щоб допомоги повстанцям. Через три дні загін Пепеляєва висадився в Аяні і рушив до Якутська. До кінця жовтня, коли Пепеляєв зайняв вже і місто Нелькан, Червона Армія вигнала білогвардійців з Владивостока.
До моменту створення Радянського Союзу 31 грудня, невеликий район, в який входили Аян, Охотськ і Нелькан, підконтрольні Пепеляєву, залишався єдиною територією Росії, яку утримували білі. У лютому проти Пепеляєва був направлений загін більшовиків на чолі з Іваном Стродом . 12 лютого вони завдали поразки загону Пепеляєва у Сасил-Саси, а в березні білі були повністю вигнані з Амги .
24 квітня 1923 року кораблі «Ставрополь» і «Індигірка» відбули з Владивостока в Аян з загоном червоноармійців Степана Вострецова. 6 квітня Вострецов дізнався, що Пепеляєв евакуював всі свої сили в Нелькан. Залишки Білої армії зазнали двох поразок спочатку біля Охотська, а потім і біля Аяна 18 червня. Генерал Пепеляєв, щоб уникнути кровопролиття, наказав здатися без єдиного пострілу. Сам генерал, а також, 103 білих офіцерів і 230 солдатів були схоплені і відправлені до Владивостока. Кілька десятків добровольців на чолі з генерал-майором Вишневським були врятовані японськими рибалками.
Інша частина повстанців розсіялася по якутській тайзі і надалі ще брала участь в антирадянських повстаннях (Тунгуське повстання 1924—1925 рр., Повстання якутських конфедералістів 1927—1928 рр.) .